# Southern Tibet, Botany
Southern Tibet, Botany (abreviado S. Tibet, Bot.) es un libro con ilustraciones y descripciones botánicas que fue escrito por el explorador, geógrafo, briólogo y botánico sueco Sven Anders Hedin y publicado en Estocolmo en 11 volúmenes en el año 1917 con el nombre de Southern Tibet; Discoveries in Former Times Compared with My Own Researches in 1906-1908.